# 台東 (台東区)
台東（たいとう）は、東京都台東区の町名。現行行政地名は台東一丁目から四丁目。住居表示実施済区域。郵便番号は110-0016（集配局 : 上野郵便局）。

## 地理
台東区の南部に位置する。旧下谷区内である下谷地域内南東に当たる。東部は清洲橋通りに接し、これを境に小島・鳥越・浅草橋にそれぞれ接している。南部は千代田区神田和泉町に接する。西部は昭和通りに接しこれを境に千代田区神田松永町・台東区秋葉原・上野にそれぞれ接する。町域北部は、春日通りに接しこれを境に東上野に接する。町域内は商業地と住宅地とが混在している。首都圏新都市鉄道本社がある。

### 警察
- 上野警察署 - 同町周辺の管轄に当たる。（所在地：東上野）

### 消防
- 上野消防署 - 同町周辺の管轄に当たる。（所在地：東上野）

## 歴史
江戸時代、この地は古くは下谷村に属したが、正保年間には御徒衆の住居地があり、以後もその組屋敷が多く置かれた。これが地名「御徒町」の由来となっている。それ以外の地域も殆どが大名屋敷や旗本をはじめとする武家地であった。1872年（明治5年）、それら武家地に御徒町一～三丁目・二長町・竹町が起立し、以後市街地として発展する。1878年（明治11年）11月2日には郡区町村編制法により東京15区の一つ下谷区に属し、下谷御徒町一～二丁目・下谷二長町・下谷竹町となった。中でも下谷二長町には1892年（明治25年）に猿若町から市村座が現在の凸版印刷のビルのある場所に移転し、1932年（昭和7年）に焼失するまで歌舞伎の興行を行ったが、その間六代目尾上菊五郎と初代中村吉右衛門が出演して人気を競い、俗に「二長町時代」と呼ばれる盛況を見せた。1964年（昭和39年）、住居表示の実施によりこれら御徒町のうち一・二丁目および二長町・竹町は台東一～四丁目に再編成され、行政地名としての御徒町は消滅した。

## 世帯数と人口
2025年（令和7年）3月1日現在（台東区発表）の世帯数と人口は以下の通りである。
| 丁目       | 世帯数    | 人口    |
| ---------- | --------- | ------- |
| 台東一丁目 | 1,624世帯 | 2,453人 |
| 台東二丁目 | 1,758世帯 | 2,571人 |
| 台東三丁目 | 1,994世帯 | 3,086人 |
| 台東四丁目 | 1,159世帯 | 1,768人 |
| 計         | 6,535世帯 | 9,878人 |

### 人口の変遷
国勢調査による人口の推移。
| 年                 | 人口  |
| ------------------ | ----- |
| 1995年（平成7年）  | 5,532 |
| 2000年（平成12年） | 5,369 |
| 2005年（平成17年） | 5,603 |
| 2010年（平成22年） | 7,198 |
| 2015年（平成27年） | 8,742 |
| 2020年（令和2年）  | 9,148 |

### 世帯数の変遷
国勢調査による世帯数の推移。
| 年                 | 世帯数 |
| ------------------ | ------ |
| 1995年（平成7年）  | 2,168  |
| 2000年（平成12年） | 2,381  |
| 2005年（平成17年） | 2,660  |
| 2010年（平成22年） | 3,893  |
| 2015年（平成27年） | 5,097  |
| 2020年（令和2年）  | 5,625  |

## 学区
区立小・中学校に通う場合、学区は以下の通りとなる（2023年9月現在）。
| 丁目       | 番地 | 小学校             | 中学校                   |
| ---------- | ---- | ------------------ | ------------------------ |
| 台東一丁目 | 全域 | 台東区立平成小学校 | 台東区立御徒町台東中学校 |
| 台東二丁目 | 全域 | 台東区立平成小学校 | 台東区立御徒町台東中学校 |
| 台東三丁目 | 全域 | 台東区立平成小学校 | 台東区立御徒町台東中学校 |
| 台東四丁目 | 全域 | 台東区立平成小学校 | 台東区立御徒町台東中学校 |

## 産業

### 事業所
2021年（令和3年）現在の経済センサス調査による事業所数と従業員数は以下の通りである。
| 丁目       | 事業所数    | 従業員数 |
| ---------- | ----------- | -------- |
| 台東一丁目 | 532事業所   | 9,682人  |
| 台東二丁目 | 404事業所   | 5,853人  |
| 台東三丁目 | 443事業所   | 2,917人  |
| 台東四丁目 | 531事業所   | 6,407人  |
| 計         | 1,910事業所 | 24,859人 |

### 事業者数の変遷
経済センサスによる事業所数の推移。
| 年                 | 事業者数 |
| ------------------ | -------- |
| 2016年（平成28年） | 1,584    |
| 2021年（令和3年）  | 1,910    |

### 従業員数の変遷
経済センサスによる従業員数の推移。
| 年                 | 従業員数 |
| ------------------ | -------- |
| 2016年（平成28年） | 20,940   |
| 2021年（令和3年）  | 24,859   |

## 交通

### 鉄道
- 東京メトロ日比谷線  仲御徒町駅 - 出入口が設けられている。（所在地：上野）
- 都営地下鉄大江戸線  新御徒町駅 - 出入口が設けられている。（所在地：元浅草）
- 首都圏新都市鉄道つくばエクスプレス  新御徒町駅 - 出入口が設けられている。（所在地：小島）

### バス
- 台東区循環バス「めぐりん」

### 道路
- 国道4号（昭和通り）
- 東京都道315号御徒町小岩線（蔵前橋通り）
- 東京都道453号本郷亀戸線（春日通り）
- 清洲橋通り

首都高速道路・出入口
- 首都高速1号上野線

## 施設
- 東京法務局台東出張所
- 台東区役所台東地区センター
- 台東児童館台東分室
- 台東児童館竹町分室
- 台東区立御徒町台東中学校
- 台東区立平成小学校
- 台東区立竹町幼稚園
- 台東区立御徒町公園
- 台東区立竹町公園
- 朝日信用金庫 本店
- 首都圏新都市鉄道 本社
- 多慶屋 本社
- TOPPANホールディングス 本店
- 日本自動化開発 本社
- 日本レクリエーション協会
- ライフコーポレーション 東京本社
- 大東銀行 東京支店
- 筑波銀行 東京支店